# Kompsognatidi
Kompsognatidi (lat. Compsognathidae) su porodica malenih dinosaura mesoždera, obično konzervativnih u tjelesnom obliku, iz razdoblja jure i krede. 
Kompognatidi se nalaze na ili blizu granice pojave perja - poznati su otisci kože kod četiri roda: Compsognathus, Sinosauropteryx, Sinocalliopteryx i Juravenator. Dok Juravenator, Sinosauropteryx i Sinocalliopteryx pokazuju pokrivenost prostim, primitivnim perjem, Juravenator i Compsognathus pokazuju dokaze krljušti na repu i zadnjim nogama.
Pozicija kompsognatida unutar skupine celurosaura neizvjesna je; neki smatraju ovu porodicu bazalnom za većinu celurosaura, dok drugi na nju gledaju kao dio grupe Maniraptora.

## Taksonomska problematika
O.W.M. Rauhut je 2003. godine ponovo definirao porodicu Coeluridae da sadrži rodove Coelurus (kasna jura, Sjeverna Amerika), Compsognathus (kasna jura, Europa), Sinosauropteryx (rana kreda, Azija) i neimenovani oblik nalik Compsognathusu (rana kreda, Južna Amerika; poslije je svrstan u novi rod Mirischia). Međutim, ova taksonomija se većinom ne prihvaća. Sereno (2005.) ističe da Compsognathidae ima prioritet naziva, čak i ako rodovi poput Coelurusa ili Ornitholestesa pripadaju istoj porodici kao i Compsognathus.

## Galerija
- Sinocalliopteryx
- Sinosauropteryx
- Juravenator
- Huaxiagnathus